# KNRB
KNRB (100.1 FM) este un post de radio cu format creștin contemporan. Licențiat la Atlanta, Texas, Statele Unite, emite în zona Texarkana. Stația este în prezent deținută de Family Worship Center Church, Inc.
1. ↑   https://enterpriseefiling.fcc.gov/dataentry/public/tv/publicFacilityDetails.html?facilityId=2765, accesat în 14 iulie 2024 Lipsește sau este vid: |title= (ajutor)